# Holzkirchen (Würzburg járás)
Holzkirchen település Németországban, azon belül Bajorországban. Lakosainak száma 959 fő (2023. december 31.). A község főhelye Holzkirchen.

## Földrajz
Holzkirchen Remlingen, Uettingen, Helmstadt, Wertheim és Triefenstein községekkel határos.

## Népesség
A település népessége az elmúlt években az alábbi módon változott:
| Lakosok száma | 795  | 448  | 1000 | 1006 | 984  | 963  | 972  | 955  | 946  | 959  |
|               | 1970 | 1975 | 2011 | 2012 | 2014 | 2015 | 2017 | 2019 | 2022 | 2023 |

### Községrészek
- Holzkirchen
- Wüstenzell